# 外高橋港區
外高橋港區是中華人民共和國上海市浦東新區靠近長江口、外高橋保稅區北側的一個港口區域，是浦東開發開放時期的一項基礎設施工程，一期碼頭於1991年7月開工，1993年10月建成投產。1997年9月，外高橋港區二期集裝箱碼頭開工，1999年9月竣工，12月15日投產。外高橋港區三、四、五期分別於2001年11月、2002年12月、2004年11月建成。2010年12月6日，外高桥六期码头建成开港。截至2020年，外高桥港区集装箱吞吐量约占上海港47%；滚装汽车吞吐量占上海港的八成。